# Церковь Святого Иоанна Крестителя (Кишково)
 Памятник культуры Великопольского воеводства, регистрационный номер 376/А от 25 ноября 1968 года.
Церковь святого Иоанна Крестителя (пол. Kościół św. Jana Chrzciciela) — католический храм в селе Кишково Гнезненского повята Великопольского воеводства, Польша. Памятник культуры Великопольского воеводства.

## История
Первое упоминания о церкви в селе Кишково относятся к 1398 году. Современная деревянная церковь была построена в 1733 году священником Яном Выпиевским. В 1749 году состоялось освящение храм, которое совершил епископ Теодор Потоцкий из шляхетского рода герба Пилява (этот герб изображён в верхней части церковной башни). На юге от церкви расположена небольшая каменная часовня 1695 года, построенная Лукашем Немоевским, который возвёл её в знак исцеления от болезни. Эта часовня долгое время использовалась для почитания Пресвятой Девы Марии.
25 ноября 1968 года церковь была внесена в реестр памятников культуры Великопольского воеводства.